# Người mẫu nhí

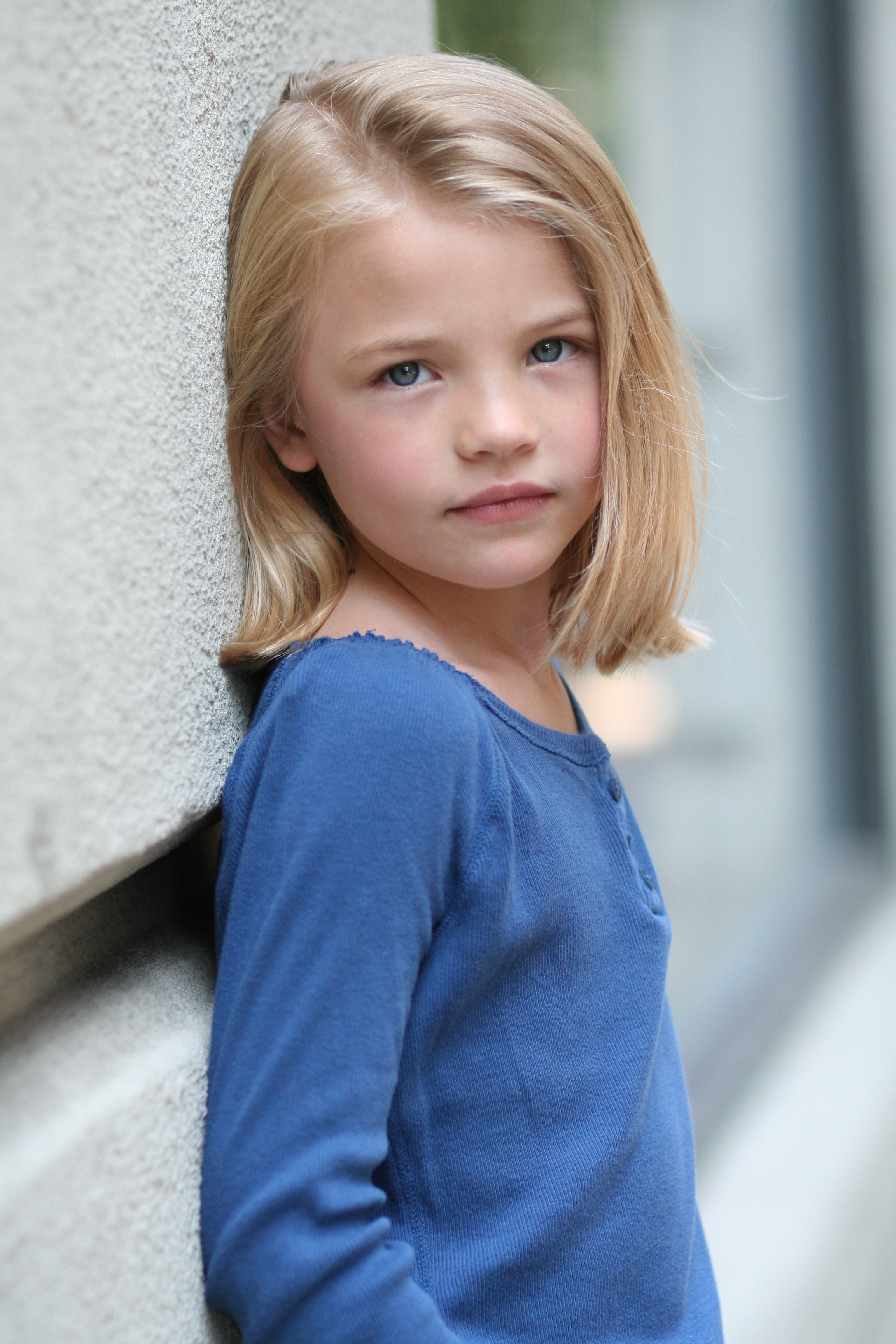
Những người mẫu nhí được thuê với nhiều mục đích thương mại, thường là vì chúng gợi lên cảm giác ngây thơ hoặc cần được bao bọc.

Người mẫu nhí (tiếng Anh: child model) hay mẫu nhí là danh từ để chỉ trẻ em được thuê làm mẫu, trình diễn, quảng cáo và quảng bá các sản phẩm thương mại hoặc để phục vụ như một chủ đề của các tác phẩm nghệ thuật, như nhiếp ảnh, hội họa và điêu khắc. Tại Trung Quốc, những người mẫu nhí được gọi là đồng mô (tiếng Trung: 童模), nghĩa là người mẫu tuổi nhi đồng.

## Hành nghề
Giới nghệ thuật đã sử dụng trẻ em làm người mẫu cho vô số tác phẩm trong nhiều thế kỷ. Người mẫu nhí đã trở thành một hoạt động khác biệt vì sự bùng nổ truyền thông quảng cáo thương mại trong các thập niên gần đây.
Nhiều nữ diễn viên và ngôi sao trẻ nổi bật như Jennifer Connelly, Katherine Heigl, Jessica Alba, Ashley Benson, Lindsay Lohan, Zendaya, Bella Thorne, Miranda Cosgrove, Hayley Kiyoko, Liv Tyler, Brooke Shields, Taylor Momsen, Peyton List, Gigi Hadid, Yara Shahidi, Maddie Ziegler, Skai Jackson, Anastasia Bezrukova và Isabella Cramp đều bắt đầu sự nghiệp từ công việc người mẫu nhí.
Cuốn sách Lisanne: A Young Model mô tả về cuộc đời của Lisanne Falk, đồng nghiệp của Brooke Shields tại công ty quản lý người mẫu Ford modeling agency vào cuối thập niên 70. Lisanne cũng giống như Shields, là một người mẫu nhí tương đối thành công, đã chụp hoạ báo trên trang bìa tạp chí, nổi bất trong đó là xuất hiện trên bìa tạp chí thời trang Seventeen và chụp hình quảng cáo trên các tạp chí và danh mục đặt hàng qua thư. Cả hai từng làm mẫu cho quyển danh mục sản phẩm năm 1977 của tập đoàn thương mại Sears và Montgomery Ward. Falk cũng như Shields, chuyển từ người mẫu sang phim ảnh khi bước sang tuổi trưởng thành. Morgan Featherstone, người mẫu nhí nước Úc trở nên nổi tiếng cũng đồng nghĩa với việc kéo theo những lời nhận xét trông già hơn so với tuổi thật.
Thành công có thể thấy trước mắt của những người mẫu nhí trở thành người nổi tiếng trên truyền thông đã khiến nhiều trẻ em (và cha mẹ chúng) theo đuổi nghề người mẫu như một nghề nghiệp bán thời gian. Trên thực tế, phần lớn cơ hội đều dành cho những đứa trẻ đã từng làm công việc tương tự và có mối quan hệ công việc với một công ty người mẫu. Đối với những ứng viên tương lai, thử thách là nhiệm vu đầu tiên cần đạt được. Và để có cơ hội thử sức thì thường sẽ thông qua sự giới thiệu của những người đã tham gia lĩnh vực người mẫu.
Ngoài ra có thể tìm kiếm cơ hội bằng cách liên hệ trực tiếp với các công ty đại diện. Thỉnh thoảng, một đứa trẻ có thể được "phát hiện" ở nơi công cộng hoặc thông qua các nhiều cách thức khác, chẳng hạn như:
- Tham gia các cuộc thi sắc đẹp cấp địa phương và cấp quốc gia
- Làm việc với các nhà bán lẻ ở địa phương trong ngành mẫu quy mô nhỏ.
- Tham dự các chương trình thời trang nhỏ
- Tham gia các cuộc thi ảnh.

## Thu nhập
Một buổi chụp hình cho một bài báo trên tạp chí thường sẽ trả khoảng 70 đô la mỗi giờ. Mặt khác, công việc quay quảng cáo sẽ dao động từ 1.000 đến 1.200 đô la cho một ngày làm việc. Công ty đại diện của người mẫu sẽ được trích hoa hồng từ thù lao, sẽ vào khoảng 20%.